# Charapotó
Charapotó ist eine Ortschaft und eine Parroquia rural („ländliches Kirchspiel“) im Sucre der ecuadorianischen Provinz Manabí. Die Parroquia besitzt eine Fläche von 216,4 km². Die Einwohnerzahl lag im Jahr 2010 bei 20.060. Die Parroquia wurde am 21. September 1534 gegründet. In Charapotó wurde 1865 Leónidas Plaza Gutiérrez geboren, 1901–1905 und 1912–1916 Präsident von Ecuador.

## Lage
Die Parroquia Charapotó liegt an der Pazifikküste. Der Unterlauf des Río Portoviejo begrenzt die Parroquia im Westen. Der Hauptort Charapotó befindet sich am rechten Flussufer des Río Portoviejo auf einer Höhe von 20 m, 24 km nördlich der Provinzhauptstadt Portoviejo. Die Fernstraße E15 (Bahía de Caráquez–Manta) durchquert das Gebiet in südlicher Richtung.
Die Parroquia Charapotó grenzt im Norden an Bahía de Caráquez, im Osten an die Parroquia Tosagua (Kanton Tosagua), im Süden an den Kanton Rocafuerte sowie im Südwesten an die Parroquia Crucita (Kanton Portoviejo).